# Episodi di 24 (prima stagione)
La prima stagione della serie televisiva 24 è stata trasmessa in prima visione negli Stati Uniti d'America da Fox dal 6 novembre 2001 al 21 maggio 2002.
In Italia è stata trasmessa in prima visione satellitare da TELE+ dal 12 settembre al 28 novembre 2002, mentre in chiaro è stata trasmessa da Rete 4 dal 19 ottobre al 14 dicembre 2003.
Gli antagonisti principali sono: Ira Gaines e la famiglia Drazen composta da Victor, Andre ed Alexis.
| nº | Titolo originale      | Titolo italiano        | Prima TV USA     | Prima TV Italia   |
| -- | --------------------- | ---------------------- | ---------------- | ----------------- |
| 1  | 12:00 a.m.-1:00 a.m.  | Dalle 00:00 alle 01:00 | 6 novembre 2001  | 12 settembre 2002 |
| 2  | 1:00 a.m.-2:00 a.m.   | Dalle 01:00 alle 02:00 | 13 novembre 2001 | 12 settembre 2002 |
| 3  | 2:00 a.m.-3:00 a.m.   | Dalle 02:00 alle 03:00 | 20 novembre 2001 | 19 settembre 2002 |
| 4  | 3:00 a.m.-4:00 a.m.   | Dalle 03:00 alle 04:00 | 27 novembre 2001 | 19 settembre 2002 |
| 5  | 4:00 a.m.-5:00 a.m.   | Dalle 04:00 alle 05:00 | 11 dicembre 2001 | 26 settembre 2002 |
| 6  | 5:00 a.m.-6:00 a.m.   | Dalle 05:00 alle 06:00 | 18 dicembre 2001 | 26 settembre 2002 |
| 7  | 6:00 a.m.-7:00 a.m.   | Dalle 06:00 alle 07:00 | 5 gennaio 2002   | 3 ottobre 2002    |
| 8  | 7:00 a.m.-8:00 a.m.   | Dalle 07:00 alle 08:00 | 15 gennaio 2002  | 3 ottobre 2002    |
| 9  | 8:00 a.m.-9:00 a.m.   | Dalle 08:00 alle 09:00 | 22 gennaio 2002  | 10 ottobre 2002   |
| 10 | 9:00 a.m.-10:00 a.m.  | Dalle 09:00 alle 10:00 | 5 febbraio 2002  | 10 ottobre 2002   |
| 11 | 10:00 a.m.-11:00 a.m. | Dalle 10:00 alle 11:00 | 12 febbraio 2002 | 17 ottobre 2002   |
| 12 | 11:00 a.m.-12:00 p.m. | Dalle 11:00 alle 12:00 | 19 febbraio 2002 | 17 ottobre 2002   |
| 13 | 12:00 p.m.-1:00 p.m.  | Dalle 12:00 alle 13:00 | 26 febbraio 2002 | 24 ottobre 2002   |
| 14 | 1:00 p.m.-2:00 p.m.   | Dalle 13:00 alle 14:00 | 5 marzo 2002     | 24 ottobre 2002   |
| 15 | 2:00 p.m.-3:00 p.m.   | Dalle 14:00 alle 15:00 | 12 marzo 2002    | 31 ottobre 2002   |
| 16 | 3:00 p.m.-4:00 p.m.   | Dalle 15:00 alle 16:00 | 19 marzo 2002    | 31 ottobre 2002   |
| 17 | 4:00 p.m.-5:00 p.m.   | Dalle 16:00 alle 17:00 | 26 marzo 2002    | 7 novembre 2002   |
| 18 | 5:00 p.m.-6:00 p.m.   | Dalle 17:00 alle 18:00 | 2 aprile 2002    | 7 novembre 2002   |
| 19 | 6:00 p.m.-7:00 p.m.   | Dalle 18:00 alle 19:00 | 9 aprile 2002    | 14 novembre 2002  |
| 20 | 7:00 p.m.-8:00 p.m.   | Dalle 19:00 alle 20:00 | 16 aprile 2002   | 14 novembre 2002  |
| 21 | 8:00 p.m.-9:00 p.m.   | Dalle 20:00 alle 21:00 | 23 aprile 2002   | 21 novembre 2002  |
| 22 | 9:00 p.m.-10:00 p.m.  | Dalle 21:00 alle 22:00 | 7 maggio 2002    | 21 novembre 2002  |
| 23 | 10:00 p.m.-11:00 p.m. | Dalle 22:00 alle 23:00 | 14 maggio 2002   | 28 novembre 2002  |
| 24 | 11:00 p.m.-12:00 a.m. | Dalle 23:00 alle 24:00 | 21 maggio 2002   | 28 novembre 2002  |

## Dalle 00:00 alle 01:00
- Titolo originale: 12:00 a.m. - 01:00 a.m.
- Diretto da: Stephen Hopkins
- Scritto da: Robert Cochran e Joel Surnow

### Trama
È da poco passata la mezzanotte. Jack Bauer, sua moglie Teri (con cui è tornato insieme dopo una lunga separazione) e la figlia Kim stanno passando una serata assieme. Quando Jack e Teri bussano alla camera della figlia per parlare con lei, si accorgono che è scappata dalla finestra. Kim è uscita di nascosto con la sua migliore amica Janet per andare a una festa con Dan e Rick, due ragazzi più grandi. Jack riceve una chiamata dalla CTU di Los Angeles, l'Unità Speciale Antiterrorismo per cui lavora. L'uomo viene incaricato di indagare su un potenziale attentato rivolto al senatore David Palmer, primo candidato afroamericano alla presidenza degli Stati Uniti. Si ritiene che l'attentatore sia partito dalla Germania e l'evento dovrebbe verificarsi nelle successive 24 ore. Jack lascia quindi la moglie da sola per recarsi dai colleghi di lavoro Richard Walsh, Tony Almeida, Jamey Farrell e Nina Myers (che è stata la sua amante durante la separazione da Teri). Nel frattempo, il senatore David Palmer sta trascorrendo una serata in famiglia presso la sede della sua campagna presidenziale insieme alla moglie Sherry e ai figli Keith e Nicole, quando riceve una chiamata inaspettata dalla giornalista Maureen Kingsley. George Mason chiede a Jack di seguire determinate piste, rifiutandosi di rispondere alle sue domande. Jack sospetta quindi che l'uomo gli nasconda informazioni importanti. Teri Bauer comincia a disperare di riuscire a trovare Kim quando riceve una chiamata da Alan York, il padre di Janet. Anche lui è preoccupato per la scomparsa della figlia e i due si accordano per andare insieme a cercare le ragazze.
Nel frattempo, su un aereo proveniente da Berlino, Martin Belkin, un fotografo tedesco, si prepara a incontrare il senatore Palmer per scattargli una foto per la sua campagna elettorale. Una ragazza di nome Mandy, presente sullo stesso volo di Belkin, seduce il fotografo, gli sottrae i documenti e fa saltare il portellone dell'aereo con dell'esplosivo catapultandosi all'esterno. La donna apre un paracadute e atterra nel deserto del Mojave.
- Altri interpreti: Mia Kirshner (Mandy), Carlos Bernard (Tony Almeida), Penny Johnson Jerald (Sherry Palmer), Michael O'Neill (Richard Walsh), Xander Berkeley (George Mason), Rudolf Martin (Martin Belkin), Richard Burgi (Kevin Carroll), Daniel Bess (Rick Allen), Matthew Carey (Dan Mounts), Jaqui Maxwell (Janet York), Tanya Wright (Patty Brooks), Karina Arroyave (Jamey Farrell).
- Guest star: Devika Parikh (Maureen Kingsley), Gary Murphy (Vincent), Jeff Ricketts (Victor Rovner), Karem Kim (Hostess), Petra Wright (Hostess).

## Dalle 01:00 alle 02:00
- Titolo originale: 01:00 a.m. - 02:00 a.m.
- Diretto da: Stephen Hopkins
- Scritto da: Joel Surnow e Michael Loceff

### Trama
I membri della CTU vengono avvertiti dell'incidente aereo e Jack ordina di trovare la lista dei passeggeri perché uno di loro potrebbe essere collegato alla minaccia terroristica contro il senatore Palmer.
Teri sta ancora cercando Kim e Janet insieme al padre di Janet. La donna, non riuscendo a contattare Jack, chiede a Nina il numero del proprietario del negozio in cui le loro figlie stavano facendo festa. Nel frattempo Kim realizza di essere stata rapita da Rick e Dan e Janet, drogata dai due uomini, è inerme. Richard Walsh contatta un informatore e scopre che uno degli agenti della CTU potrebbe essere coinvolto nella pianificazione dell'attentato contro il senatore Palmer. Quando l'informatore gli consegna una tessera magnetica che dovrebbe rivelare il nome della talpa, l'uomo viene raggiunto da colpi di arma da fuoco. Walsh, ferito, telefona a Jack Bauer per chiedere aiuto. All'arrivo di Jack, Walsh gli consegna la tessera poco prima prima di morire. Su segnalazione di Jack i servizi segreti, guidati dall'agente Aaron Pierce, irrompono nella camera d'albergo della famiglia Palmer per proteggere il senatore, ma scoprono che quest'ultimo si è allontanato. Visibilmente scosso dalla telefonata di Maureen Kingsley, David Palmer contatta Carl Webb per chiedergli di risolvere la situazione. Mandy si riunisce a Ira Gaines, l'ideatore del complotto contro Palmer. Lì è presente anche il cecchino che dovrebbe uccidere Palmer, che, grazie ad un intervento di chirurgia estetica, è diventato identico al fotografo Martin Belkin. Mandy ha però nascosto il documento del fotografo e, con la sua complice e amante Bridgit, ricatta Gaines chiedendogli il doppio dei soldi pattuiti. Prima di fuggire dall'edificio Jack rimuove un dito a uno degli assalitori per poterne analizzare l'impronta digitale e risalire alla sua identità. L'agente scopre anche che la scheda magnetica appartiene a Nina Myers.
- Altri interpreti: Mia Kirshner (Mandy), Michael O'Neill (Richard Walsh), Michael Massee (Ira Gaines), Rudolf Martin (Jonathan Matijevich), Daniel Bess (Rick Allen), Matthew Carey (Dan Mounts), Jaqui Maxwell (Janet York), Karina Arroyave (Jamey Farrell), Vicellous Shannon (Keith Palmer), Megalyn Echikunwoke (Nicole Palmer), Kim Murphy (Bridgit), Glenn Morshower (Aaron Pierce), Scott Denny (Scott Baylor) e Tanya Wright (Patty Brooks)
- Guest star: Penny Johnson Jerald (Sherry Palmer), Carlos Bernard (Tony Almeida) e Richard Burgi (Kevin Carroll)

## Dalle 02:00 alle 03:00
- Titolo originale: 02:00 a.m. - 03:00 a.m.
- Diretto da: Stephen Hopkins
- Scritto da: Joel Surnow e Michael Loceff

### Trama
Ira Gaines è costretto ad accettare il ricatto di Mandy e Bridgit. Jack distrae Nina, mentre Jamey accede al suo PC per verificare se le informazioni presenti sulla tessera sono state prodotte da quel dispositivo. Jack affronta Nina, ma questa rigetta fermamente le accuse. Dalla data di utilizzo della tessera Jack capisce che Nina è innocente perché in quei giorni era in vacanza con lui. La morte di Walsh fa sorgere a Tony dei sospetti nei confronti di Jack. La scansione del dito dell'aggressore non dà alcun riscontro. La giornalista Maureen Kingsley accusa Keith Palmer, figlio del senatore, di essere l'assassino dell'uomo che ha violentato Nicole Palmer diversi anni prima e minaccia di rendere pubbliche queste accuse. David Palmer incarica Carl Webb di occuparsene prima di tornare nella sua stanza d'albergo, dove lo aspettano sua moglie e i servizi segreti. Kim e Janet riescono a sfuggire a Dan e Rick, recuperano un cellulare e chiamano Teri. I due ragazzi però le raggiungono e Janet viene investita da un'auto di passaggio. Teri e Alan York, presi dal panico per la chiamata di Kim, contattano la polizia. Mandy e Bridgit consegnano la tessera a Ira Gaines, ma lui ha ordinato al cecchino Jonathan di uccidere Bridgit. Quando quest'ultima viene freddata davanti a lei, Mandy sale in macchina con Ira Gaines e finisce per accettare il "lavoro" che lui le aveva offerto qualche tempo prima.
- Altri interpreti: Mia Kirshner (Mandy), Michael Massee (Ira Gaines), Daniel Bess (Rick Allen), Matthew Carey (Dan Mounts), Jaqui Maxwell (Janet York), Rudolf Martin (Jonathan Matijevich), Karina Arroyave (Jamey Farrell), Vicellous Shannon (Keith Palmer), Zach Grenier (Carl Webb), Kim Murphy (Bridgit), Keram Malicki-Sanchez e Glenn Morshower (Aaron Pierce)
- Guest star: Penny Johnson Jerald (Sherry Palmer), Carlos Bernard (Tony Almeida) e Richard Burgi (Kevin Carroll)

## Dalle 03:00 alle 04:00
- Titolo originale: 03:00 a.m. - 04:00 a.m.
- Diretto da: Winrich Kolbe
- Scritto da: Robert Cochran

### Trama
Janet viene soccorsa e trasportata in gravi condizioni all'ospedale più vicino. Alan e Teri stanno guidando nel quartiere di cui Kim ha parlato loro, ma un agente di polizia li ferma. Alan si arrabbia e il poliziotto li trattiene per parecchi minuti, rallentando la ricerca delle ragazze. Kim, tenuta ancora in ostaggio da Dan e Rick, non ha altra scelta che obbedire alle loro richieste. George Mason, contattato da Tony, torna per effettuare un'indagine interna e blocca tutti i dispositivi dell'Unità Antiterrorismo, ma Jack riesce a fuggire dall'edificio in tempo per recarsi ad un indirizzo ricavato dall'analisi della tessera magnetica. Mason interroga i restanti membri della squadra. Nina e Jamey, su richiesta di Jack, nascondono la tessera per non farla trovare agli uomini di Mason. Tornato in albergo, David Palmer si rifiuta di annullare la colazione e il discorso programmati per le otto del mattino. L'uomo confida alla moglie Sherry le sue preoccupazioni riguardo alle accuse di Maureen Kingsley. Sherry gli dice che loro figlio non può essere un assassino, ma Palmer resta preoccupato. Jack perlustra l'edificio, ma viene colpito. il rumore degli spari allarma una poliziotta che stava pattugliando la zona. Jack convince l'agente ad aiutarlo, ma viene uccisa, mentre il sospettato viene arrestato da altri agenti accorsi sul luogo. Alan York e Teri, finalmente rilasciati, scoprono che una delle loro figlie è stata investita da un'auto e si precipitano in ospedale. Dan e Rick consegnano Kim a Gaines che esprime preoccupazione per la scomparsa di Janet. Dan gli dice che la ragazza è morta. Nel frattempo Mason viene avvisato dalla polizia che Jack è stato coinvolto in una sparatoria e il blocco della CTU viene revocato.
Bauer chiede di poter parlare con l'uomo che ha ucciso la poliziotta. Questi gli dice che sua figlia non è scappata, ma che è stata rapita e che sarebbe meglio aiutarla. Jack scopre quindi che il rapimento di Kim è legato al tentato omicidio di Palmer.
- Altri interpreti: Michael Massee (Ira Gaines), Daniel Bess (Rick Allen), Matthew Carey (Dan Mounts), Vicellous Shannon (Keith Palmer), Jaqui Maxwell (Janet York), Karina Arroyave (Jamey Farrell), Yolonda Ross, John Hawkes (Greg Penticoff), Xander Berkeley (George Mason), Zach Grenier (Carl Webb), James Macdonald, Glenn Morshower (Aaron Pierce) e John Cothran Jr.
- Guest star: Penny Johnson Jerald (Sherry Palmer), Carlos Bernard (Tony Almeida) e Richard Burgi (Kevin Carroll)

## Dalle 04:00 alle 05:00
- Titolo originale: 04:00 a.m. - 05:00 a.m.
- Diretto da: Winrich Kolbe
- Scritto da: Chip Johannessen

### Trama
Jack riesce a strappare qualche parola a Penticoff, l'uomo che lo ha aggredito. Viene a sapere che riceverà una chiamata da Ira Gaines da una cabina telefonica a nord di Hollywood. Tuttavia, George Mason e la polizia non sono disposti a lasciare che Bauer si avvicini a Penticoff. Jack, determinato a scoprire cosa è successo a sua figlia, decide di andare oltre e di aiutarlo a fuggire. Ira Gaines ha organizzato un incontro con Dan e Rick in un nascondiglio segreto fuori città. Quando arrivano, Gaines scopre che i ragazzi gli hanno mentito su Janet York. Gaines spara freddamente a Dan, uccidendolo, come punizione per le sue bugie e la sua incompetenza, e lascia uno scioccato Rick a seppellire il suo amico. Nel frattempo Kim viene trattenuta, legata e imbavagliata in questa tana. Alan e Teri arrivano all'ospedale, nel panico. Teri, preoccupata, scopre che sua figlia è ancora scomparsa. Janet sta sbendo un'operazione e al momento non è in grado di fornire loro alcuna informazione. Suo padre promette a Teri che l'accompagnerà a cercare Kim, anche se Janet è ormai fuori pericolo. Nel frattempo, al quartier generale di Palmer, David riesce a vedere Maureen Kingsley da sola. Gli racconta che la fonte delle informazioni secondo cui Keith ha ucciso lo stupratore di sua sorella non è altri che il suo psicoterapeuta, il dottor George Ferragamo. Gli presenta anche un registro ospedaliero che dimostra che Keith è stato curato in segreto il giorno della morte dello stupratore. Palmer si rende quindi conto che questa storia potrebbe essere vera e decide di far luce sull'intera vicenda. Tuttavia, quando cerca di confrontarsi con Keith su questo argomento, si scontra con un muro. Quando cerca di convincere la moglie Sherry a rendere pubblica la storia prima che intervengano i giornalisti, lei rifiuta ostinatamente, sostenendo che ciò danneggerebbe la sua campagna. 
Jack, in auto con Penticoff, riesce a raggiungere la cabina dove Penticoff deve ricevere la chiamata da Gaines. Quest'ultimo gli chiede poi di liberarsi di un cadavere in un'auto. Tuttavia, proprio quando trova il veicolo, arrivano Mason e la polizia. George Mason capisce che questo cadavere rappresenta un'inaspettata opportunità per trovare un indizio. Jack chiede quindi a Nina di far identificare il corpo.
Jack richiama Teri, che lo informa della situazione che riguarda Janet. Jack decide quindi di raggiungere la moglie in ospedale.
- Altri interpreti: Michael Massee (Ira Gaines), Daniel Bess (Rick Allen), Matthew Carey (Dan Mounts), Vicellous Shannon (Keith Palmer), Jaqui Maxwell (Janet York), Karina Arroyave (Jamey Farrell), John Hawkes (Greg Penticoff), Xander Berkeley (George Mason), David Barrera, Tanya Wright (Patty Brooks), Glenn Morshower (Aaron Pierce) e Megalyn Echikunwoke (Nicole Palmer)
- Guest star: Penny Johnson Jerald (Sherry Palmer), Carlos Bernard (Tony Almeida) e Richard Burgi (Kevin Carroll)

## Dalle 05:00 alle 06:00
- Titolo originale: 05:00 a.m. - 06:00 a.m.
- Diretto da: Bryan Spicer
- Scritto da: Howard Gordon

### Trama
Jack trova Teri e Alan York all'ospedale dove è stata ricoverata Janet e la informa della minaccia terroristica contro il senatore Palmer. Jack riceve una chiamata da Ira Gaines che lo ricatta. Jack dovrà fare tutto quello che gli dirà, altrimenti sua figlia morirà. L'operazione di Janet finalmente termina. Teri e Jack chiedono ad Alan York di incontrarla affinché possa fornire loro informazioni su chi li ha rapiti quella sera. 
Kim decide di aiutare Rick a seppellire il corpo di Dan. Nonostante quello che è successo, entrambi sembrano andare d'accordo; Rick era effettivamente nelle mani di Dan. Carl Webb ritorna e dice a Palmer che quanto accaduto a suo figlio era vero e che alcuni membri del suo staff gli hanno nascosto la verità per proteggerlo, cosa che turba molto il senatore. Scopre anche che Sherry era a conoscenza dell'intera faccenda. David Palmer chiede a Mike Novick, il suo consigliere, di provare a trovare una soluzione per evitare lo scandalo. Nello stesso momento, Nina scopre l'identità del cadavere nell'auto: uomo di nome Alan York. Nello stesso momento, in ospedale, Janet si sveglia. L'uomo che si ritiene essere Alan York la uccide soffocandola. Quest'ultimo esce subito dalla stanza e porta Teri in una casa a Bel Air; dove, secondo Janet, è tenuta prigioniera Kim. Tuttavia, Nina chiama Teri dalla CTU e le dice che la vera identità del cadavere nell'auto è Alan York. Teri si rende conto di essere in grave pericolo.
- Altri interpreti: Michael Massee (Ira Gaines), Daniel Bess (Rick Allen), Matthew Carey (Dan Mounts), Jacqui Maxwell (Janet York), Karina Arroyave (Jamey Farrell), Jude Ciccolella (Mike Novick), Zach Grenier (Carl Webb), Eric Balfour (Milo Pressman) e Kim Miyori
- Guest star: Penny Johnson Jerald (Sherry Palmer), Carlos Bernard (Tony Almeida) e Richard Burgi (Kevin Carroll)

## Dalle 06:00 alle 07:00
- Titolo originale: 06:00 a.m. - 07:00 a.m.
- Diretto da: Bryan Spicer
- Scritto da: Andrea Newman

### Trama
Teri è ancora in macchina con l'uomo che credeva essere Alan York e finge un malessere per convincerlo a fermarsi. Una volta che la macchina si ferma, lei scappa, ma sapendo che verrà inseguita dall'impostore, decide di coglierlo di sorpresa e legarlo, per poi chiamare la CTU affinché mandi aiuto. Jack apprende da Nina che il corpo nell'auto era quello di Alan York. Jack capisce quindi che sua moglie è in pericolo, ma non può intervenire. Gaines lo ha costretto a indossare un auricolare e un microfono attraverso i quali può ascoltare ciò che Jack sente e impartirgli ordini di conseguenza. Inoltre, Gaines si è infiltrato nella rete di telecamere di sorveglianza della CTU. Nel frattempo, Jonathan, che ha assunto l'identità del fotografo Martin Belkin, si prepara a compiere l'assassinio di David Palmer durante la colazione di quest'ultimo alle 8. Palmer annuncia che ha intenzione di dire la verità su Keith durante questa colazione. Tuttavia, Keith e soprattutto Sherry non sono affatto d'accordo. Teri vede finalmente arrivare una macchina. Pensando che si tratti del salvataggio, li saluta con la mano, ma sono gli scagnozzi di Gaines che liberano il falso Alan York e rapiscono Teri. Alla CTU l'informatico Milo Pressman tenta di decifrare tutte le informazioni criptate presenti sulla carta di Walsh. Tuttavia, Jack, su ordine di Gaines, deve sostituire questa carta con una falsa prima che Milo possa finire di decifrarla. Milo si rende presto conto che la tessera su cui stava lavorando è stata sostituita da un'altra e rimane molto sorpreso dall'atteggiamento losco di Bauer. Gaines chiede quindi a Bauer di procurarsi un pass per partecipare alla colazione con i media di Palmer. Poco dopo, Nina tenta di affrontare Jack in merito al suo comportamento. È allora che Gaines gli chiede di prenderla in ostaggio e di lasciare l'edificio insieme a lei. Nello stesso momento, Kim riesce a convincere Rick ad aiutarla a fuggire dal covo di Gaines. Stavano per riuscirci quando Kim vede sua madre arrivare al campo, prigioniera degli uomini di Gaines. Decide quindi di restare lì, con la madre, perdendo così la sua unica possibilità di fuga. Jack porta Nina in una cava. È allora che Gaines gli chiede di ucciderla. Jack, colto di sorpresa, non ha altra scelta che sparargli. Nina crolla in un fosso e viene colpita al petto. Grazie ai filmati di sorveglianza, Tony scopre che Jack ha minacciato Nina con una pistola e l'ha presa in ostaggio. Nota anche che le ha fatto indossare discretamente un giubbotto antiproiettile.
- Altri interpreti: Michael Massee (Ira Gaines), Daniel Bess (Rick Allen), Vicellous Shannon (Keith Palmer), Karina Arroyave (Jamey Farrell), Rudolf Martin (Jonathan Matijevich), Silas Weir Mitchell (Eli Stram), Eric Balfour (Milo Pressman), Glenn Morshower (Aaron Pierce) e Megalyn Echikunwoke (Nicole Palmer)
- Guest star: Penny Johnson Jerald (Sherry Palmer), Carlos Bernard (Tony Almeida) e Richard Burgi (Kevin Carroll)

## Dalle 07:00 alle 08:00
- Titolo originale: 07:00 a.m. - 07:00 a.m.
- Diretto da: Stephen Hopkins
- Scritto da: Joel Surnow e Michael Loceff

### Trama
Gli elettori si recheranno alle urne per eleggere il nuovo candidato democratico alla presidenza degli Stati Uniti. I sondaggi danno Palmer in vantaggio con ampio margine, ma lui sa che gli eventi che riguardano suo figlio potrebbero costargli le elezioni. Jonathan arriva a Santa Clarita, dove si terrà la colazione di Palmer. Per salvare la moglie e la figlia, tenute in ostaggio da Gaines, Jack deve consegnare una valigia a Jonathan durante il discorso di Palmer. Arriva a Santa Clarita, dove cerca con tutti i mezzi di impedire l'attentato alla vita del senatore, ma senza successo. Alla CTU, Nina finalmente raggiunge Tony. Insieme conducono le indagini e finiscono per scoprire l'identità della talpa: è Jamey Farrell. Quest'ultima aveva comunicato con Gaines fin dall'inizio. Alla fine Tony e Nina la attirano in una stanza incustodita e le mettono di fronte al fatto compiuto. Alla fine ammette la sua responsabilità e cerca di giustificarsi citando il suo magro stipendio e il figlio che sta crescendo da sola. Tuttavia, Nina non sa chi dovrebbe sparare a Palmer, e Nina e Tony credono che sia Jack in persona, messo alle strette dal ricatto sulla sua famiglia. Alla fine Jack raggiunge Jonathan a Santa Clarita. Quest'ultimo gli consegna l'arma del futuro crimine, in modo che porti le impronte digitali di Jack.
Nello stesso momento, Aaron Pierce cerca di convincere Palmer ad annullare la sua colazione con i media, ma Palmer rifiuta perché ha intenzione di rivelare cosa è successo con Keith. Mentre Palmer inizia il suo discorso, Tony contatta Pierce e gli fornisce la descrizione di Jack. Jack viene localizzato e il panico che ne consegue dissuade Jonathan dallo sparare a Palmer. Jack viene arrestato e Gaines dà l'ordine di uccidere Kim e Teri. Ma Jamey, sotto pressione da Tony e Nina, chiama Gaines, sostenendo che da quando Jack è sotto il loro controllo, il suo strano comportamento ha finito per attirare l'attenzione e che lui non è responsabile. Gaines cambia idea all'ultimo momento e risparmia Kim e Teri, pensando che possano ancora essergli utili. Palmer viene interrotto mentre sta per raccontare la storia di Keith e viene portato via dai servizi segreti che arrestano Jack.
- Altri interpreti: Michael Massee (Ira Gaines), Daniel Bess (Rick Allen), Vicellous Shannon (Keith Palmer), Karina Arroyave (Jamey Farrell), Rudolf Martin (Jonathan Matijevich), Silas Weir Mitchell (Eli Stram), Eric Balfour (Milo Pressman), Jackie Debatin, Glenn Morshower (Aaron Pierce) e Jesse D. Goins
- Guest star: Penny Johnson Jerald (Sherry Palmer) e Carlos Bernard (Tony Almeida)

## Dalle 08:00 alle 09:00
- Titolo originale: 08:00 a.m. - 09:00 a.m.
- Diretto da: Stephen Hopkins
- Scritto da: Virgil Williams

### Trama
Il tentativo di assassinio di Palmer fallisce, ma Jack viene arrestato perché sospettato dai servizi segreti. Jack cerca di giustificarsi, ma invano. Alla fine, fugge in centro città e prende in ostaggio una donna. Jack contatta Nina e le chiede aiuto. Alla CTU, Tony e Nina fanno del loro meglio per convincere Jamey a parlare e la costringono a continuare a collaborare con Ira Gaines per scoprire di più sul tentato assassinio di Palmer. Tuttavia, Jamey si rifiuta di parlare senza un avvocato; Tony minaccia quindi di portarle il bambino per vederla ammanettata, cosa che Jamey non riesce a sopportare. Poco dopo essere andati via, Tony e Nina tornano nella stanza dove l'avevano tenuta prigioniera e fanno una scoperta orribile: Jamey ha tentato il suicidio tagliandosi i polsi. 
David Palmer e sua moglie sono tornati nella loro camera d'albergo. Il senatore comincia a preoccuparsi, perché nell'arco di mezz'ora la giornalista Maureen Kingsley andrà in onda per raccontare la storia di Keith. Sherry decide quindi di contattare Maureen per proporle un patto: Maureen "dimentica" la storia di Keith e, in cambio, avrà il diritto esclusivo di raccontare l'aggressione di cui Palmer è appena stato vittima. Teri e Kim, ancora in custodia, sono preoccupatissime. Quando Eli, uno degli scagnozzi di Gaines, si presenta con l'intenzione di violentare Kim, Teri interviene e si offre di prendere lei al posto della figlia. Tony e Nina, in preda al panico, si prendono cura di Jamey, che sta perdendo molto sangue. Proprio in quel momento Gaines decide di chiamarla per avere informazioni.
- Altri interpreti: Michael Massee (Ira Gaines), Vicellous Shannon (Keith Palmer), Karina Arroyave (Jamey Farrell), Jude Ciccolella (Mike Novick), Silas Weir Mitchell (Eli Stram), Eric Balfour (Milo Pressman), Michael Bryan French, Kathleen Whilhoite (Lauren Proctor), Jesse D. Goins e Glenn Morshower (Aaron Pierce)
- Guest star: Penny Johnson Jerald (Sherry Palmer) e Carlos Bernard (Tony Almeida)

## Dalle 09:00 alle 10:00
- Titolo originale: 09:00 a.m. - 10:00 a.m.
- Diretto da: Davis Guggenheim
- Scritto da: Larry Hertzog

### Trama
I soccorritori portano via Jamey, che ha tentato il suicidio. Jack è riuscito a sfuggire ai suoi inseguitori e a recuperare l'auto che Nina gli ha spedito. Insieme fanno il punto della situazione. Tony e Milo riescono a recuperare un nome dai file di Jamey: Ted Cofell. Quest'uomo potrebbe essere collegato alle minacce contro il senatore Palmer e la famiglia di Jack. Quest'ultimo, ufficialmente sollevato dall'incarico, viene sostituito alla guida dell'unità da Alberta Green, con la quale Nina sembra avere un diverbio. Kim e Teri, ancora in custodia, sono riusciti a rubare il telefono di Eli, lo scagnozzo di Gaines. Teri chiama Nina, che cerca di localizzarla, ma arriva Eli e Teri è costretta a riattaccare. Milo riesce a individuare un perimetro entro il quale è possibile che siano intrappolate le due donne ma non è sufficiente per individuarle. Presso il quartier generale del senatore, Sherry decide di contattare Carl Webb per chiedergli di fare pressione su Maureen Kingsley affinché non riveli al pubblico la vicenda di Keith. Tuttavia, Carl le dice che ha già risolto il problema e alla fine la giornalista decide di non rivelare nulla. David non capisce questa svolta inaspettata e si pone delle domande. Sherry cerca di convincere David a non rivelare nulla al pubblico, ma il senatore e Mike Novick, il suo responsabile della campagna, non sono d'accordo. Entrambi ritengono che sia meglio fidarsi del pubblico e quindi controllare la diffusione delle notizie. Nel frattempo, Gaines riceve una chiamata da un certo Andre Drazen. Drazen spera che le cose vadano bene. Gaines, ormai allo stremo delle forze, sente che la situazione gli sta sfuggendo di mano. Alla CTU giunge la notizia della morte di Jamey a causa delle ferite riportate. Jack si reca nell'ufficio di Cofell e prende il posto dell'autista della sua auto.
- Altri interpreti: Michael Massee (Ira Gaines), Tamara Tunie (Alberta Green), Željko Ivanek (Andre Drazen), Daniel Bess (Rick Allen), Karina Arroyave (Jamey Farrell), Jude Ciccolella (Mike Novick), Zach Grenier (Carl Webb), Silas Weir Mitchell (Eli Stram), Eric Balfour (Milo Pressman), Currie Graham (Ted Cofell) e Ivar Brogger
- Guest star: Penny Johnson Jerald (Sherry Palmer) e Carlos Bernard (Tony Almeida)

## Dalle 10:00 alle 11:00
- Titolo originale: 10:00 a.m. - 11:00 a.m.
- Diretto da: Davis Guggenheim
- Scritto da: Robert Cochran

### Trama
Alberta Green, al comando della CTU, è attivamente alla ricerca di Jack Bauer, sospettato di appartenere all'organizzazione terroristica che ha attaccato Palmer in mattinata. Tony e Nina decidono comunque di aiutare Jack in segreto, infrangendo gli ordini di Alberta. Jack, travestito da autista, prende in ostaggio Ted Cofell, lo interroga e riesce a ottenere un nome: Kevin Carroll. L'agente Chiede a Nina di fare delle ricerche su quest'uomo. Kim e Teri sono ancora prigioniere di Ira Gaines, ma vengono segretamente supportate da Rick. Quest'ultimo riuscì a procurargli un'arma. Nel frattempo Gaines è sempre più nervoso perché Andre Drazen, comincia a innervosirsi. Nel frattempo, il senatore Palmer viene a sapere che sua moglie Sherry ha avuto delle discussioni con Carl Webb riguardo al "problema Kingsley". Palmer inizia quindi a dubitare della moglie. Incontra Carl poco dopo a proposito del Dottor Ferragamo. È allora che capisce che quest'ultimo è in pericolo. David Palmer cerca come può di avvertirlo della minaccia che incombe su di lui. Dopo l'interrogatorio di Ted Cofell, Jack si rende conto di essere personalmente preso di mira dal complotto terroristico. Cofell muore per arresto cardiaco durante l'interrogatorio. Non gli resta che una soluzione: recarsi all'incontro fissato da Kevin Carroll. Una volta lì, si rende conto che in realtà si tratta dell'uomo che si è finto Alan York e che gli ha rapito la moglie. Jack riesce quindi a forzare la sua mano per farsi portare nel luogo in cui è tenuta prigioniera la sua famiglia.
Drazen ordina a Gaines di uccidere Kim e Teri. Quest'ultimo chiede a Eli di occuparsene. Tuttavia, Teri riesce a sparare a Eli con la pistola che Rick ha preso per loro, prima che lui possa fare qualsiasi cosa.
- Altri interpreti: Michael Massee (Ira Gaines), Tamara Tunie (Alberta Green), Željko Ivanek (Andre Drazen), Daniel Bess (Rick Allen), Jude Ciccolella (Mike Novick), Zach Grenier (Carl Webb), Silas Weir Mitchell (Eli Stram) e Currie Graham (Ted Cofell)
- Guest star: Penny Johnson Jerald (Sherry Palmer), Carlos Bernard (Tony Almeida) e Richard Burgi (Kevin Carroll)

## Dalle 11:00 alle 12:00

Jack, Rick, Teri e Kim e riescono a fuggire dal campo di Gaines, dopo aver rubato e fatto esplodere un camion.

- Titolo originale: 11:00 a.m. - 12:00 p.m.
- Diretto da: Stephen Hopkins
- Scritto da: Howard Gordon

### Trama
Teri e Kim hanno ucciso Eli, lo scagnozzo di Gaines. Le due cercano un modo di nascondere il corpo per poi scappare con Rick. Nel frattempo, Jack ordina a Kevin Carroll di condurlo al nascondiglio per poter liberare sua moglie e sua figlia. Una volta arrivati, Jack decide di stordire e legare Kevin in modo che non allerti il suo capo. Anche Ira Gaines è nei guai: Drazen gli toglie il comando del complotto terroristico per attuare il suo piano B. Ora non gli resta che prepararsi ad andarsene. Alla CTU, Alberta Green sospetta che Nina e Tony le abbiano nascosto informazioni preziose su Jack Bauer. Ma Jack la chiama per chiedere aiuto. Lei accetta, ma in cambio Jack dovrà costituirsi. Alla fine Jack si riunisce con Kim, Teri e Rick. Insieme fuggono, ma Gaines trova Kevin che gli racconta tutto. Ne scaturirà una corsa contro il tempo in cui Jack e Rick dovranno proteggere Kim e Teri mentre aspettano l'arrivo dei rinforzi. Nella sparatoria, Rick rimane ferito al braccio.
Il senatore Palmer apprende che il dottor Ferragamo è morto in un'esplosione causata da una presunta fuga di gas. Non credendoci nemmeno per un secondo, diventa furioso. Sospetta di Carl e dei finanziatori della sua campagna elettorale. Lui ritiene che abbiano assassinato il dottor Ferragamo affinché non potesse rivelare i dettagli compromettenti sul figlio.
- Altri interpreti: Michael Massee (Ira Gaines), Tamara Tunie (Alberta Green), Daniel Bess (Rick Allen), Jude Ciccolella (Mike Novick) e John Prosky (George Ferragamo)
- Guest star: Carlos Bernard (Tony Almeida) e Richard Burgi (Kevin Carroll)

## Dalle 12:00 alle 13:00
- Titolo originale: 12:00 p.m. - 01:00 p.m.
- Diretto da: Stephen Hopkins
- Scritto da: Andrea Newman

### Trama
Jack, Teri, Kim e Rick alla fine riescono a fuggire da Gaines e dai suoi uomini, ma Rick, ferito nella sparatoria, riesce a scappare. Nel frattempo Jack è alla ricerca di Gaines. Quest'ultimo non ha più scelta. O uccide Jack o gli uomini di Drazen li abbattono. Alla fine decide di farsi uccidere da Jack, rendendosi conto che non ha modo di sfuggire a Drazen. Alla CTU, Nina deve interrogare la madre di Jamey Farrell, sconvolta dalla morte della figlia. Alberta Green attende Jack e la sua famiglia, rimpatriati in elicottero. Nel frattempo, Mike Novick e poi Sherry Palmer cercano di dissuadere il senatore Palmer dal rivelare la verità su Keith. Ma quest'ultimo, testardo, non ascolta nulla e decide di andare a trovare la giornalista Maureen Kingsley per chiederle di continuare le sue indagini. Lei gli dice di aver rinunciato, dopo aver ricevuto minacce da coloro che sostengono la campagna di David Palmer. È allora che incontra Carl, il suo ex scagnozzo che minaccia di incriminare Keith per la morte di Ferragamo, se Palmer deciderà di continuare le indagini su questo "incidente". Il senatore allora comincia a cedere.
Jack Bauer e la sua famiglia sono ormai fuori pericolo, ma le loro avventure non finiscono qui. In effetti, la CTU è riuscita a mettere le mani su nuove informazioni. Le informazioni trovate attraverso gli account di Jamey Farrell hanno portato a un nuovo sospettato, un assassino presumibilmente arrivato da Belgrado quella mattina. I Bauer e i Palmer sono ancora in pericolo.
- Altri interpreti: Michael Massee (Ira Gaines), Tamara Tunie (Alberta Green), Daniel Bess (Rick Allen), Jude Ciccolella (Mike Novick), Željko Ivanek (Andre Drazen) e Zach Grenier (Carl Webb)
- Guest star: Penny Johnson Jerald (Sherry Palmer), Carlos Bernard (Tony Almeida) e Richard Burgi (Kevin Carroll)

## Dalle 13:00 alle 14:00
- Titolo originale: 01:00 p.m. - 02:00 p.m.
- Diretto da: Jon Cassar
- Scritto da: Joel Surnow e Michael Loceff

### Trama
Mentre Teri e Kim si recano in ospedale con Nina per sottoporsi ad accertamenti medici, Jack, ancora sospettato, viene interrogato da Alberta Green e Ryan Chopell, capo degli affari interni. Quando Teri arriva in ospedale, confida al suo medico di essere stata violentata, ma vuole tenerlo segreto a Jack. Nina viene avvicinata da un uomo che afferma di essere un agente dell'FBI ma che si rivela essere un impostore. Così Nina decide di far lasciare a Teri e Kim l'ospedale e di metterle in un'abitazione sorvegliata in città. Nina confida a Jack che teme che la cospirazione all'interno dell'Unità Antiterrorismo possa essere più grande di quanto chiunque pensasse. Al quartier generale di Palmer, l'atmosfera tra David e Sherry si deteriora ulteriormente quando il senatore confida alla moglie di essere ricattato dai finanziatori della sua campagna elettorale, mentre Keith viene a conoscenza della morte sospetta del dottor Ferragamo e si rende finalmente conto della portata del complotto ordito da Sherry, Carl Webb e dai finanziatori della campagna di David. Le indagini procedono. Gli agenti della CTU scoprono che diversi anni prima il senatore Palmer aveva autorizzato un'operazione per eliminare uno stretto collaboratore di Milosevic, un certo Victor Drazen. Si scopre anche che l'uomo che ha guidato questa operazione in Kosovo era Jack Bauer che ha perso tutti i suoi uomini lì e che ne dà la colpa a Palmer. Le indagini evidenziano anche che un altro killer sta arrivando dall'Europa orientale per finire ciò che Gaines ha iniziato. L'assassino è Alexis Drazen, fratello di Andre Drazen, che ordinò la missione contro Bauer e Palmer. Alexis Drazen incontra Kevin Carroll che è riuscito a sfuggire all'aggressione a Gaines. Kevin cerca di convincere Alexis, ma quest'ultima ritiene che Carroll non sia più utile alla missione. Poi Drazen uccide Carroll.
Al quartier generale di Palmer, il senatore accetta finalmente di ritirarsi in Nevada a causa della minaccia terroristica che incombe su di lui. Una delle sue dipendenti più strette, Elizabeth Nash, sente questo annuncio e scende in una stanza d'albergo dove incontra il suo amante, che è proprio Alexis Drazen.
- Altri interpreti: Tamara Tunie (Alberta Green), Željko Ivanek (Andre Drazen), Vicellous Shannon (Keith Palmer), Jude Ciccolella (Mike Novick), Misha Collins (Alexis Drazen), Paul Schulze (Ryan Chappelle), Kara Zediker (Elizabeth Nash), Tanya Wright (Patty Brooks), Eric Balfour (Milo Pressman) e Judith Scott
- Guest star: Penny Johnson Jerald (Sherry Palmer), Carlos Bernard (Tony Almeida) e Richard Burgi (Kevin Carroll)

## Dalle 14:00 alle 15:00
- Titolo originale: 02:00 p.m. - 03:00 p.m.
- Diretto da: Jon Cassar
- Scritto da: Michael Chernuchin

### Trama
- Altri interpreti: Tamara Tunie (Alberta Green), Željko Ivanek (Andre Drazen), Daniel Bess (Rick Allen), Misha Collins (Alexis Drazen), Paul Schulze (Ryan Chappelle), Kara Zediker (Elizabeth Nash), Eric Balfour (Milo Pressman) e Wade Williams (Robert Ellis)
- Guest star: Penny Johnson Jerald (Sherry Palmer) e Carlos Bernard (Tony Almeida)

## Dalle 15:00 alle 16:00
- Titolo originale: 03:00 p.m. - 04:00 p.m.
- Diretto da: Stephen Hopkins
- Scritto da: Robert Cochran e Howard Gordon

### Trama
- Altri interpreti: Željko Ivanek (Andre Drazen), Vicellous Shannon (Keith Palmer), Xander Berkeley (George Mason), Daniel Bess (Rick Allen), Zach Grenier (Carl Webb), Misha Collins (Alexis Drazen), Henri Lubatti (Jovan Myovic), Megalyn Echikunwoke (Nicole Palmer), Kara Zediker (Elizabeth Nash), Kevin Ramsey (Ted Paulson), Eric Balfour (Milo Pressman), Glenn Morshower (Aaron Pierce), Pauley Perrette (Tanya), Navi Rawat (Melanie) e Wade Williams (Robert Ellis) (non accreditato)
- Guest star: Penny Johnson Jerald (Sherry Palmer)

## Dalle 16:00 alle 17:00
- Titolo originale: 04:00 p.m. - 05:00 p.m.
- Diretto da: Stephen Hopkins
- Scritto da: Michael Chernuchin

### Trama
- Altri interpreti: Željko Ivanek (Andre Drazen), Vicellous Shannon (Keith Palmer), Xander Berkeley (George Mason), Daniel Bess (Rick Allen), Misha Collins (Alexis Drazen), Vincent Angell (Phil Parslow), Kara Zediker (Elizabeth Nash), Pauley Perrette (Tanya), Glenn Morshower (Aaron Pierce) e Navi Rawat (Melanie)
- Guest star: Carlos Bernard (Tony Almeida)

## Dalle 17:00 alle 18:00
- Titolo originale: 05:00 p.m. - 06:00 p.m.
- Diretto da: Frederick K. Keller
- Scritto da: Maurice Hurley

### Trama
- Altri interpreti: Željko Ivanek (Andre Drazen), Vicellous Shannon (Keith Palmer), Xander Berkeley (George Mason), Daniel Bess (Rick Allen), Jude Ciccolella (Mike Novick), Edoardo Ballerini (Frank Mounts), Tanya Wright (Patty Brooks), Vincent Angell (Phil Parslow), Henri Lubatti (Jovan Myovic), Kirk Baltz (Teddy Hanlin) e Navi Rawat (Melanie)
- Guest star: Penny Johnson Jerald (Sherry Palmer) e Carlos Bernard (Tony Almeida)

## Dalle 18:00 alle 19:00
- Titolo originale: 06:00 p.m. - 07:00 p.m.
- Diretto da: Frederick K. Keller
- Scritto da: Joel Surnow e Michael Loceff

### Trama
- Altri interpreti: Željko Ivanek (Andre Drazen), Vicellous Shannon (Keith Palmer), Xander Berkeley (George Mason), Daniel Bess (Rick Allen), Zach Grenier (Carl Webb), Edoardo Ballerini (Frank Mounts), Megalyn Echikunwoke (Nicole Palmer), Henri Lubatti (Jovan Myovic), Vincent Angell (Phil Parslow), Navi Rawat (Melanie), Kirk Baltz (Teddy Hanlin), Darin Heames e Randy J. Goodwin
- Guest star: Penny Johnson Jerald (Sherry Palmer) e Carlos Bernard (Tony Almeida)

## Dalle 19:00 alle 20:00
- Titolo originale: 07:00 p.m. - 08:00 p.m.
- Diretto da: Stephen Hopkins
- Scritto da: Robert Cochran e Howard Gordon

### Trama
- Altri interpreti: Željko Ivanek (Andre Drazen), Xander Berkeley (George Mason), Daniel Bess (Rick Allen), Jude Ciccolella (Mike Novick), Megalyn Echikunwoke (Nicole Palmer), Tanya Wright (Patty Brooks), Vincent Angell (Phil Parslow), Navi Rawat (Melanie), Darin Heames e Christian Hastings
- Guest star: Penny Johnson Jerald (Sherry Palmer), Carlos Bernard (Tony Almeida), Lou Diamond Phillips (Mark DeSalvo) e Dennis Hopper (Victor Drazen)

## Dalle 20:00 alle 21:00
- Titolo originale: 08:00 p.m. - 09:00 p.m.
- Diretto da: Stephen Hopkins
- Scritto da: Joel Surnow e Michael Loceff

### Trama
- Altri interpreti: Željko Ivanek (Andre Drazen), Xander Berkeley (George Mason), Jude Ciccolella (Mike Novick), Tanya Wright (Patty Brooks), Paul Schulze (Ryan Chappelle), Navi Rawat (Melanie), Darin Heames e Christian Hastings
- Guest star: Penny Johnson Jerald (Sherry Palmer), Carlos Bernard (Tony Almeida), Lou Diamond Phillips (Mark DeSalvo) e Dennis Hopper (Victor Drazen)

## Dalle 21:00 alle 22:00
- Titolo originale: 09:00 p.m. - 10:00 p.m.
- Diretto da: Paul Shapiro
- Scritto da: Joel Surnow e Michael Loceff

### Trama
- Altri interpreti: Željko Ivanek (Andre Drazen), Xander Berkeley (George Mason), Misha Collins (Alexis Drazen), Tanya Wright (Patty Brooks), Juliette Dudnik (Mila Luminović), Christina Moore, Eugene Lazarev (Nikola Luminović) e Christian Hastings
- Guest star: Penny Johnson Jerald (Sherry Palmer), Carlos Bernard (Tony Almeida) e Dennis Hopper (Victor Drazen)

## Dalle 22:00 alle 23:00
- Titolo originale: 10:00 p.m. - 11:00 p.m.
- Diretto da: Paul Shapiro
- Scritto da: Robert Cochran e Howard Gordon

### Trama
- Altri interpreti: Željko Ivanek (Andre Drazen), Xander Berkeley (George Mason), Misha Collins (Alexis Drazen) e Tanya Wright (Patty Brooks)
- Guest star: Penny Johnson Jerald (Sherry Palmer), Carlos Bernard (Tony Almeida) e Dennis Hopper (Victor Drazen)

## Dalle 23:00 alle 24:00
- Titolo originale: 11:00 p.m. - 12:00 a.m.
- Diretto da: Stephen Hopkins
- Scritto da: Joel Surnow, Robert Cochran, Michael Loceff e Howard Gordon

### Trama
Jack è arrivato al porto dove lo aspettano i Drazen e chiama il CTU, dove risponde Nina. Jack le chiede se sanno dove possa essere Kim. Nina, mentendo, gli dice che i terroristi l'hanno uccisa e che la guardia costiera ha ritrovato il suo cadavere in acqua. Nina spera così di far così infuriare Jack in modo che questo vada all'appuntamento con i Drazen profondamente scosso e facilmente possibile da uccidere. Al contrario però, Jack è ancora più determinato a trovare e uccidere Victor Drazen e suo figlio Andre. Dopo aver rubato un furgone, Jack sfonda il capannone dove i terroristi lo aspettavano e, dopo una lunga sparatoria, Jack riesce ad uccidere tutti quanti i Drazen e i loro soci. Scopre poco dopo però che sua figlia non è mai stata ritrovata dalla guardia costiera, capisce quindi che Nina è la talpa che stava cercando da diverse ore.
Nel frattempo David Palmer scopre che sua moglie Sherry ha dichiarato alla stampa che nessuno è in realtà morto nell'esplosione all'hotel, facendo così infuriare David. Questi capisce che Sherry non è più la donna che amava un tempo e le dice addio, facendola scortare dall'FBI a Washington e promettendole una futura separazione.
Alla CTU intanto Mason riceve una telefonata di Jack e, dopo aver saputo che Nina è la talpa, proclama l'isolamento generale. Nessuno può entrare e nessuno può uscire. Nina si nasconde così nella sala computer, tenendo Teri in ostaggio dopo che questa ha visto Nina uccidere una donna delle pulizie. Prima di scappare Nina carica la sua pistola e deve decidere se uccidere o meno Teri. Jack arriva poco dopo alla CTU, giusto in tempo per trovare Nina nel parcheggio, dopo che questa era uscita dal palazzo uccidendo tutte le guardie. Nina viene arrestata dopo che la sua auto si è scontrata con un palo del parcheggio. Jack ritrova sua figlia Kim che è appena ritornata al CTU e corre a cercare Teri, ma scopre che Nina l'ha uccisa. Jack piange per la sua terribile scoperta.
- Altri interpreti: Željko Ivanek (Andre Drazen), Xander Berkeley (George Mason), Jude Ciccolella (Mike Novick), Karina Arroyave (Jamey Farrell), Kevin Chapman e Terrell Tilford
- Guest star: Penny Johnson Jerald (Sherry Palmer), Carlos Bernard (Tony Almeida) e Dennis Hopper (Victor Drazen)